# La Monjoia (Moià)
La Monjoia és una masia a l'extrem nord del terme de Moià, a prop del límit amb l'Estany i Muntanyola (el Moianès). És a prop i al nord de les masies de Garfís i de La Guantera, a l'esquerra del torrent de Garfís. Té la capella de Santa Maria, una capella petita, d'una sola nau, situada enmig dels edificis de la Monjoia. Es tracta, de fet de dues capelles, una d'interior i una altra d'exterior, a l'aire lliure, tot i que la segona, l'exterior, ha desaparegut.

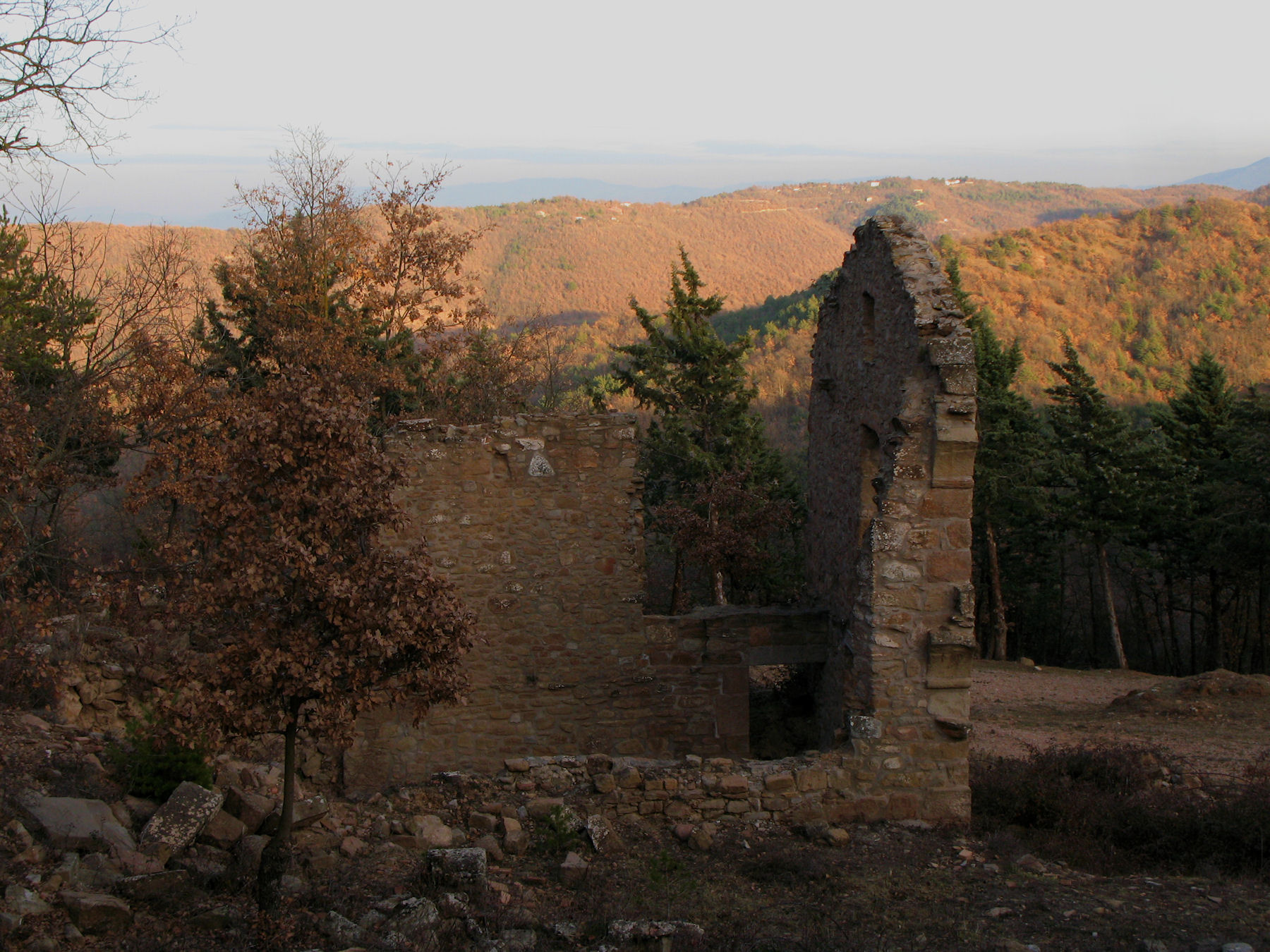
Santa Maria de la Montjoia